# Musée d'Art Roger-Quilliot
Le musée d'Art Roger-Quilliot (MARQ) est situé à Clermont-Ferrand (dans le quartier de Montferrand) dans une partie des bâtiments d'un ancien couvent des Ursulines bâti au XVIIe siècle. Ce bâtiment est classé monument historique. Le musée a ouvert en 1992 sous le nom de musée des Beaux-Arts puis a été rebaptisé du nom d'un ancien maire de Clermont-Ferrand, Roger Quilliot.
Le bâtiment du musée a été transformé par les architectes Claude Gaillard et Adrien Fainsilber. Les différentes salles s'articulent sur trois niveaux autour d'un atrium central surmonté d'une verrière conçue par l'ingénieur Peter Rice.
Sur une surface de 6 000 m2, le musée compte près de deux mille œuvres d'une période qui va du Moyen Âge au XXe siècle. Il dispose également d'espaces pour des expositions temporaires, en général en lien avec des œuvres du musée ou pour l'accueil d'artistes contemporains.
Un centre de documentation se trouve au dernier étage du musée.

## Collections
Riche d'environ 750 oeuvres, le musée regroupe les collections municipales de peintures, sculptures, mobiliers et objets d'art précédemment conservées dans deux autres musées de la ville, le musée Bargoin et le musée du Ranquet, aujourd'hui transformé.
Les œuvres sont exposées de façon principalement chronologique, avec une salle ou un espace par époque. Le cycle de Roland furieux du château d'Effiat bénéficie de son propre espace.

### Époque médiévale (à partir duVIIesiècle)

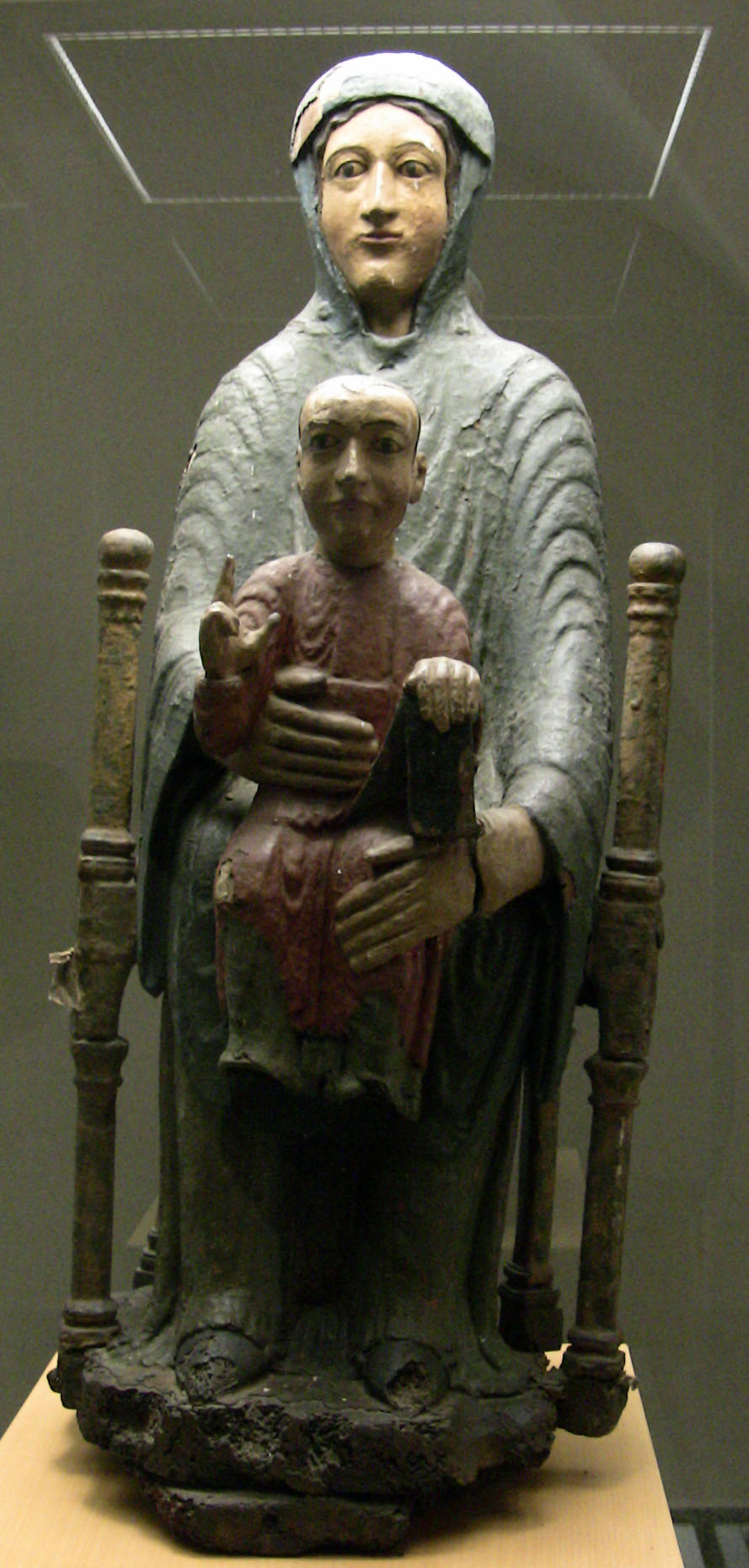
Notre Dame d'Usson, XIIe siècle.

Cet espace, au rez-de-chaussée, renferme notamment des chapiteaux d'églises romanes de la région, des sculptures telles que les Vierges en majesté auvergnates (ou Sedes sapientiae, "trône de sagesse"): Vierge de Vernols, Notre-Dame d'Usson, et d'autres témoins de l'art roman auvergnat.

### Salle Renaissance
Cette salle au rez-de-chaussée renferme des tableaux (La Passion du Christ de Cornelis Engebrechtsz), du mobilier, des sculptures comme la statue de Pallas-Athena par Léonard Sarson.

### XVIIeetXVIIIesiècles
Au 1er étage sont rassemblés à la fois des tableaux et objets de la région (paysages, faïences de Clermont-Ferrand), ainsi que des œuvres de peintres français renommés (Portrait de Vincent Voiture de Philippe de Champaigne, Marine de Joseph Vernet, Les Lavandières de François Boucher, etc.) et d'artistes du nord de l'Europe (L'Arracheur de dents de Theodore Rombouts) ou d'Italie (Salomon et la Reine de Saba et Salomon encense les idoles de Donato Creti, etc.).

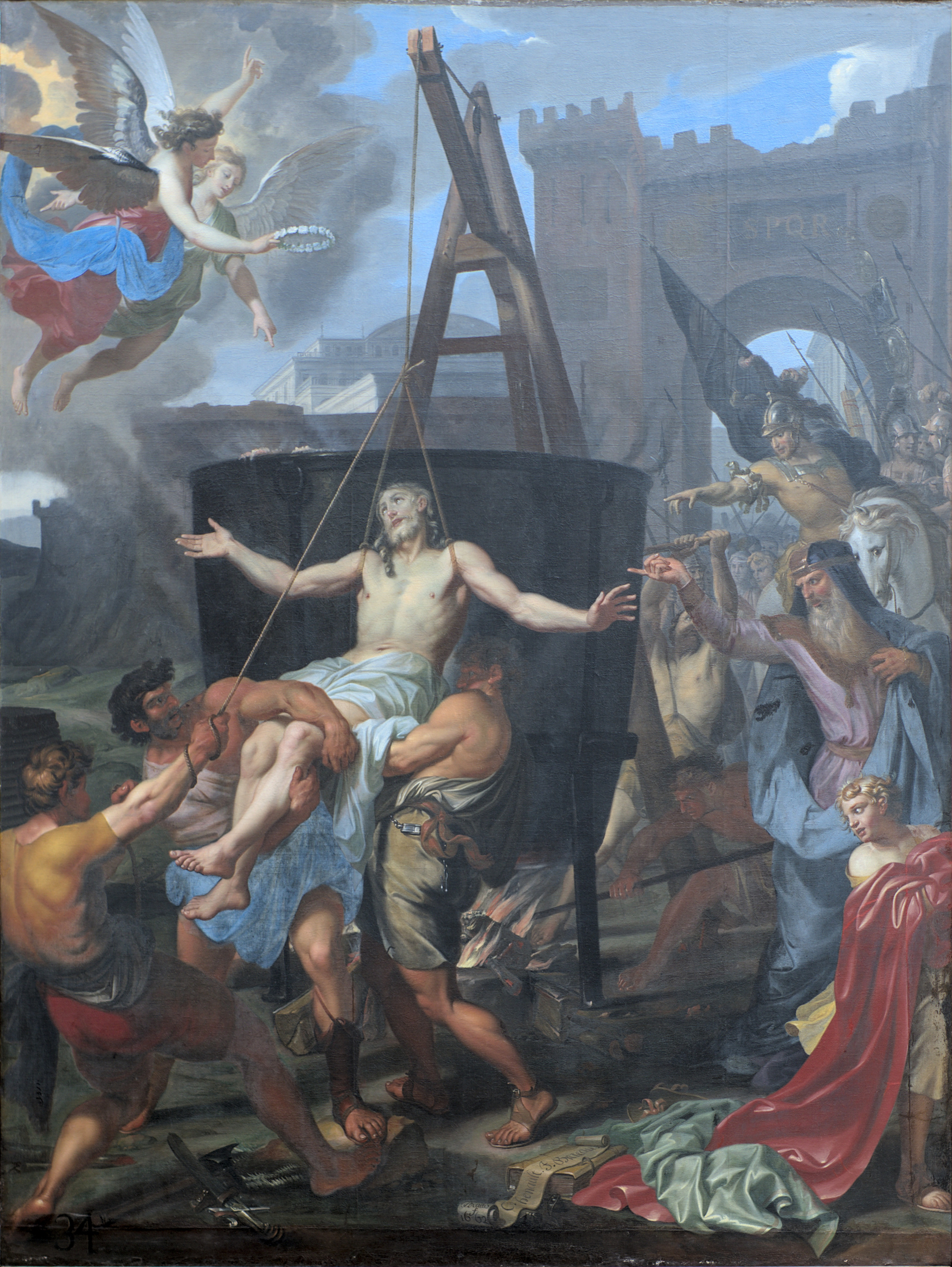
Le Martyre de saint Jean à la Porte Latine, de Daniel Hallé (1662), exposé dans l'atrium du musée.
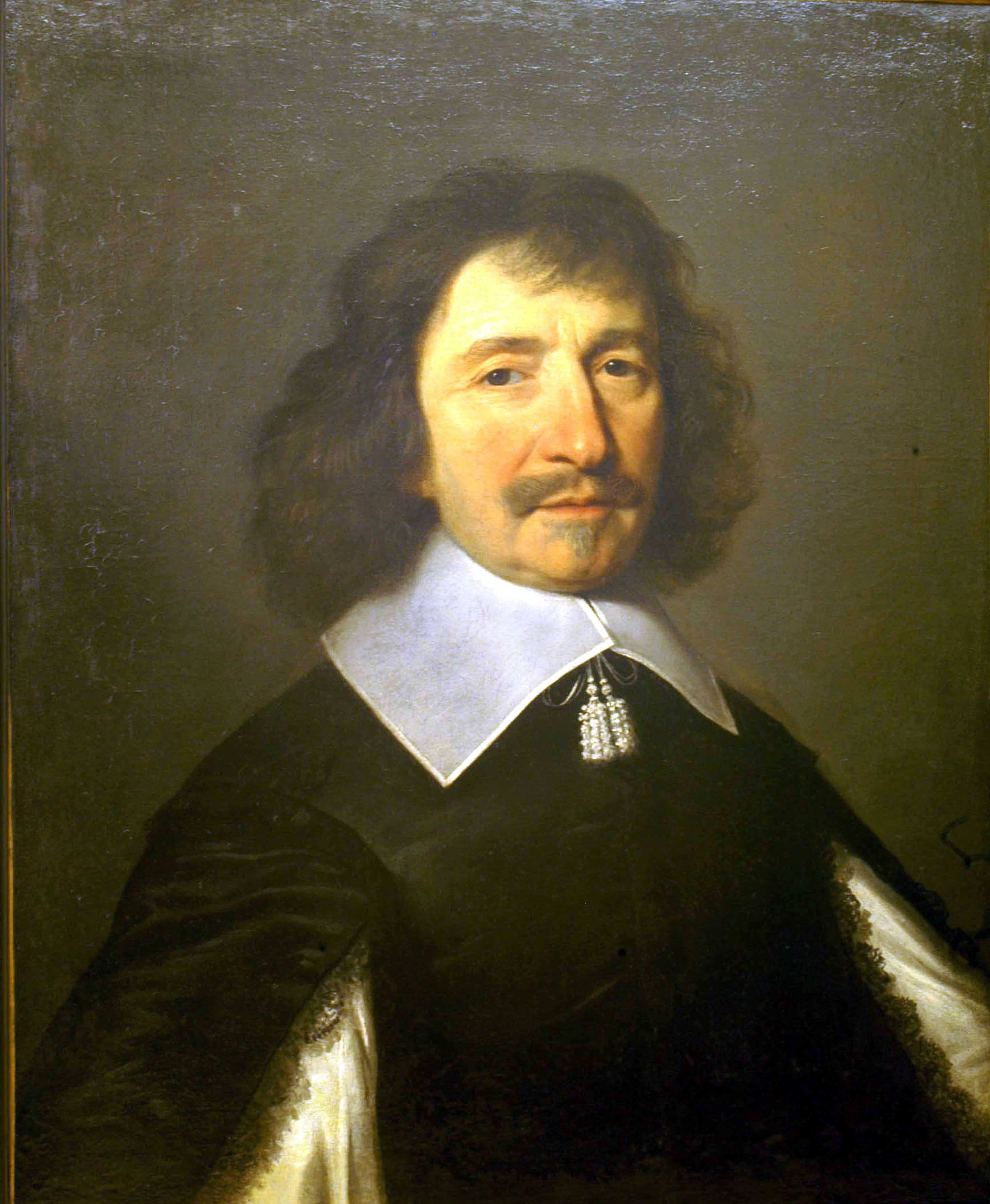
Portrait de Vincent Voiture, par Philippe de Champaigne.
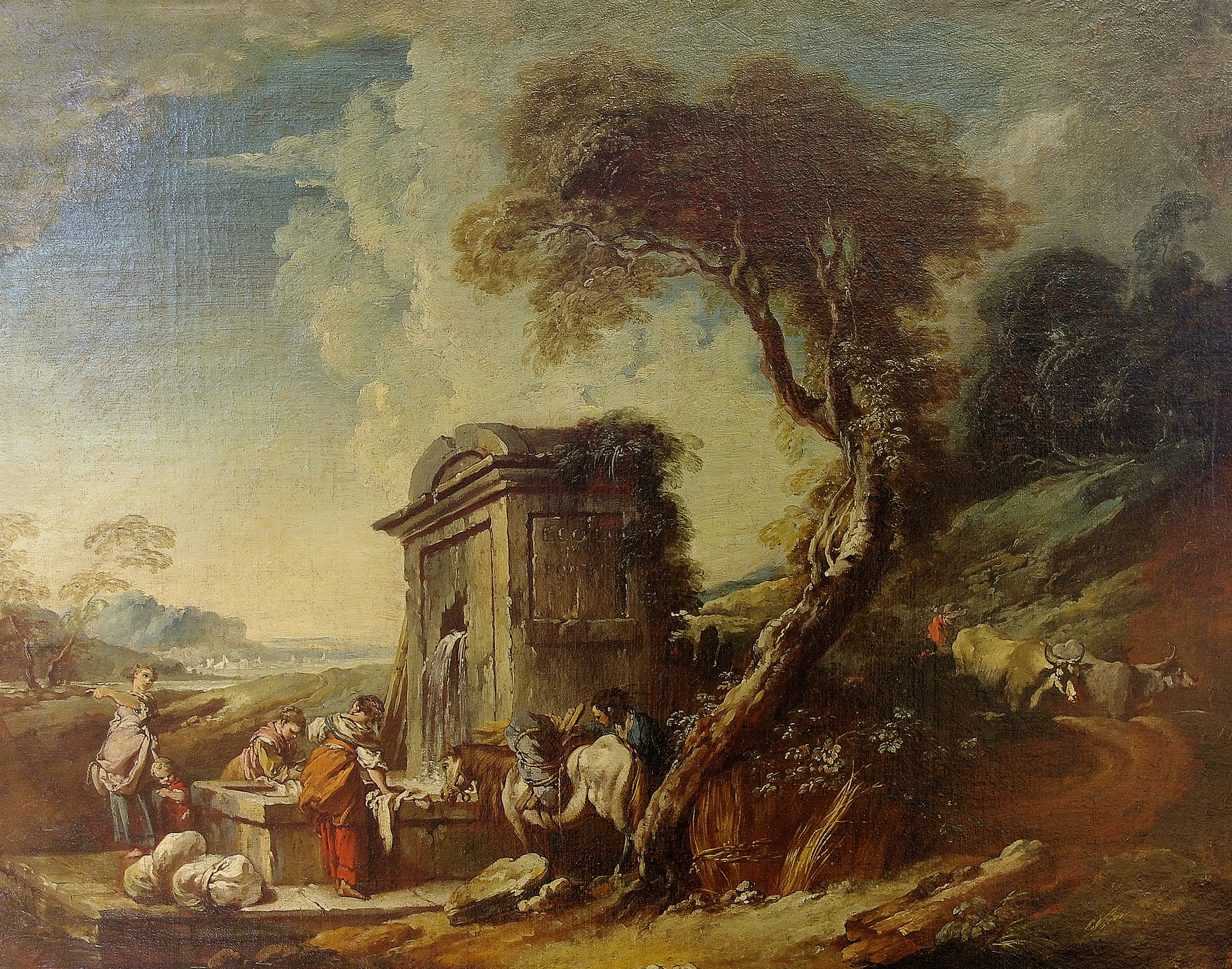
Les Lavandières, de François Boucher (vers 1730).
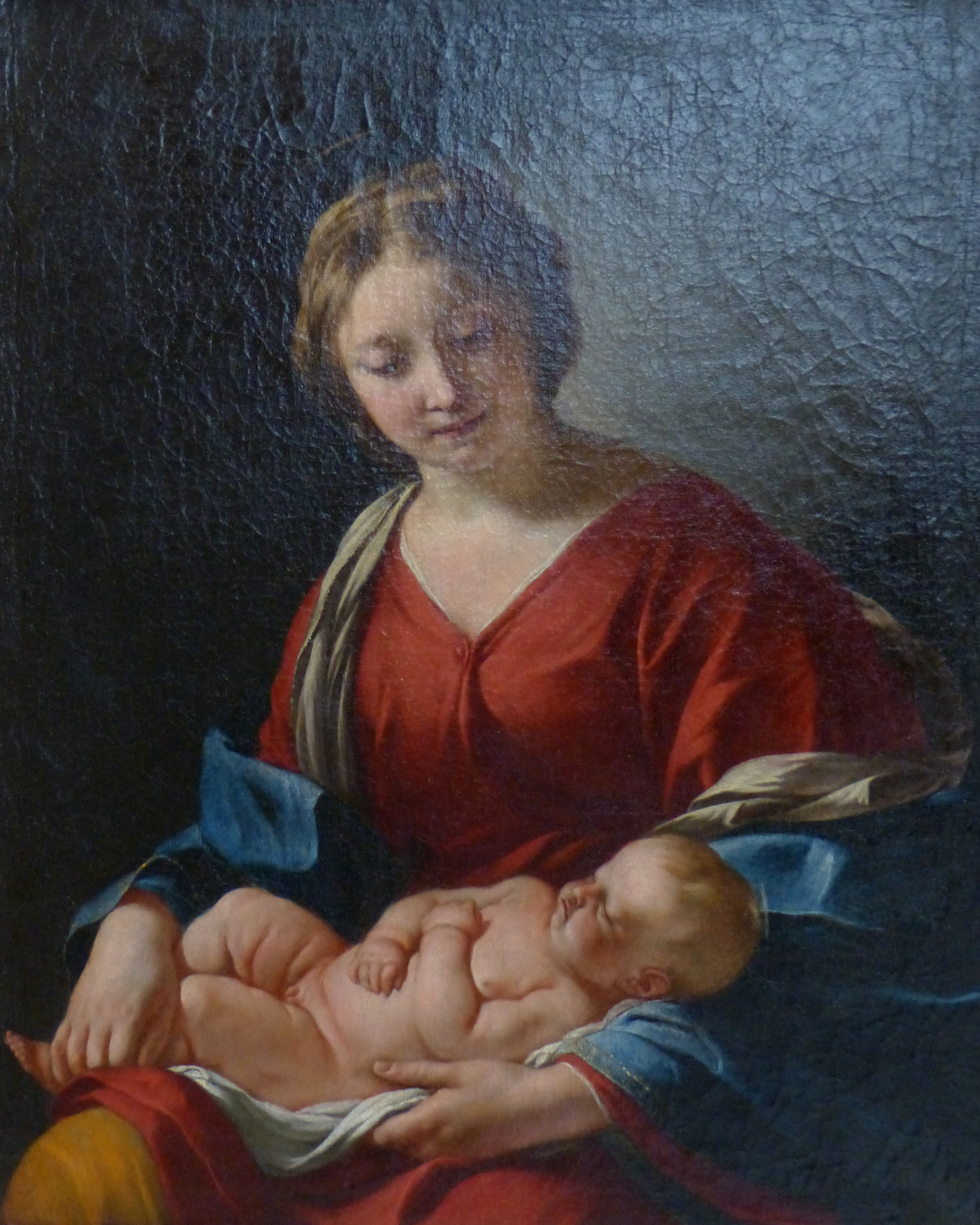
Vierge à l'Enfant de Jacques Blanchard (1637-1638).
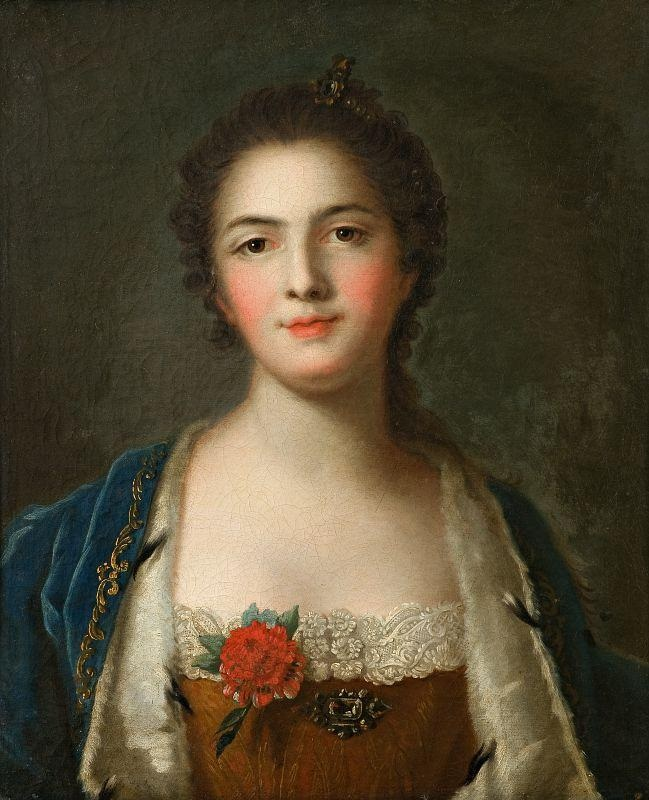
Portrait de Victoire de France par Jean-Marc Nattier (v. 1750).
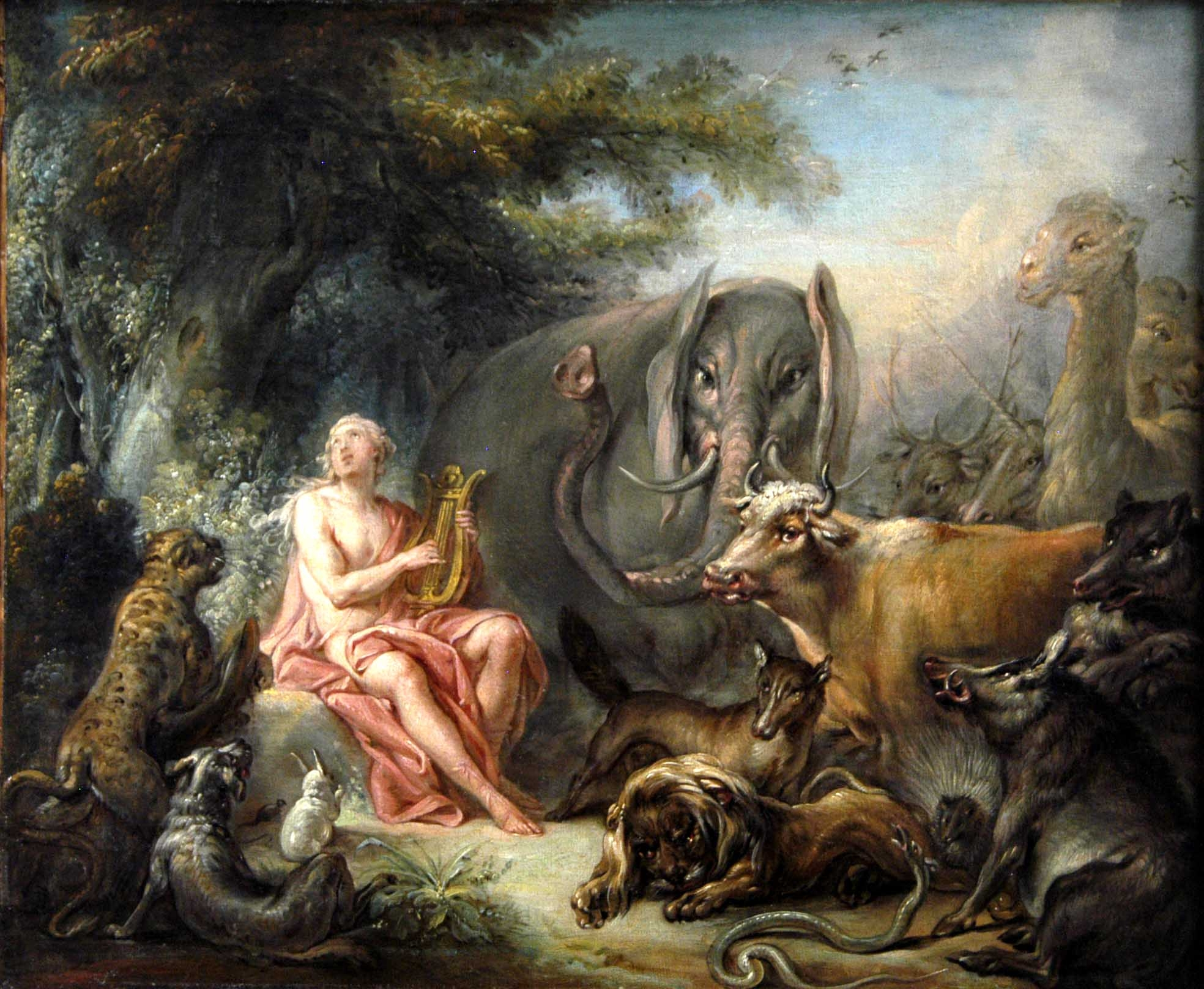
Orphée charmant les animaux par François Boucher (1740).
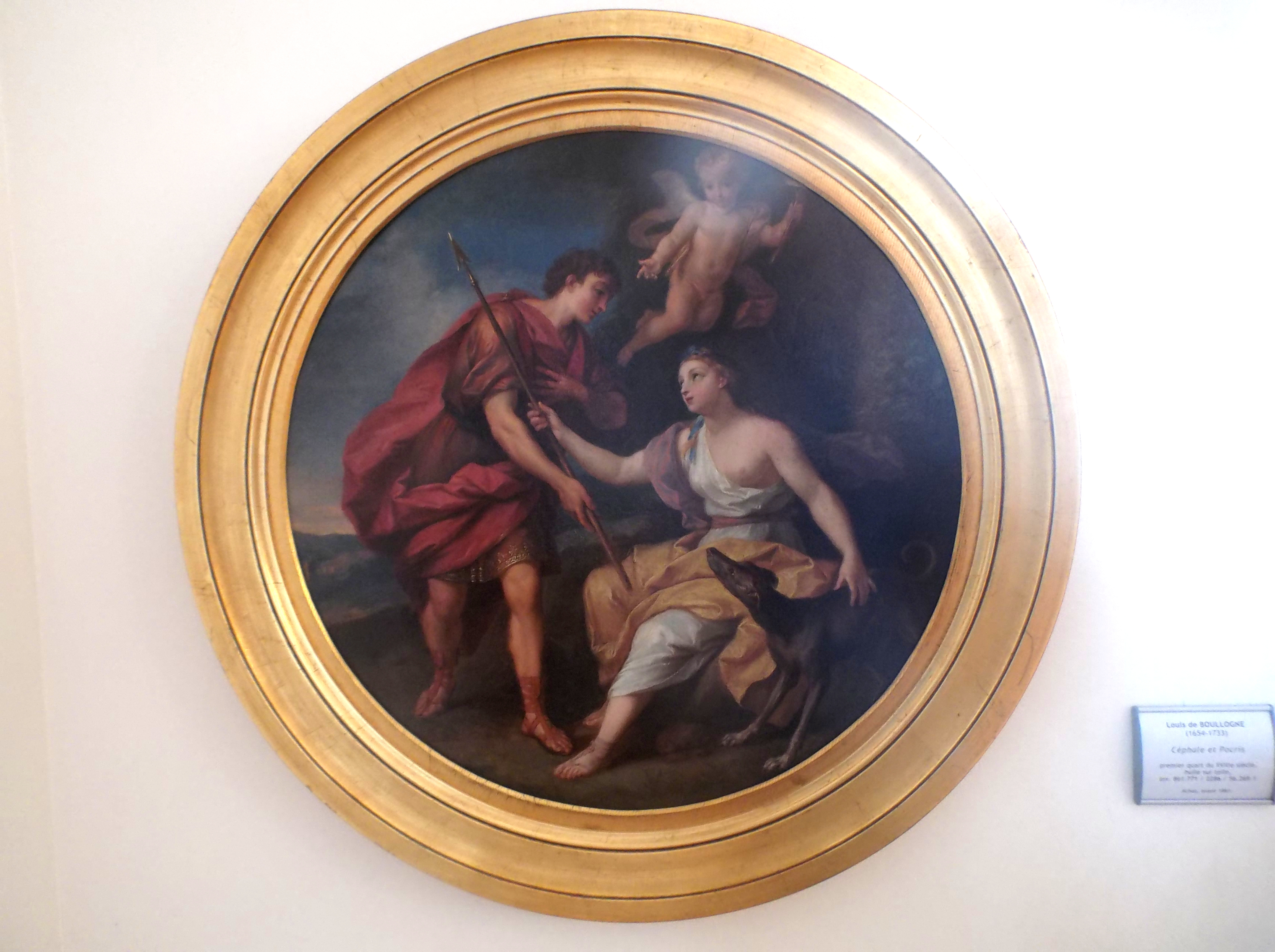
Céphale et Procris de Louis de Boullogne (v. Ier quart du XVIIIe siècle).

### XIXesiècle
Au 2e étage se trouve l'espace du XIXe siècle où sont réunies des œuvres en rapport à l'histoire régionale (Épreuve en plâtre de la Statue équestre de Vercingétorix de Bartholdi, La Défense des Gaules par Vercingétorix de Théodore Chassériau, Vercingétorix appelle les Gaulois à la défense d'Alésia, par François-Émile Ehrmann), ainsi que d'autres œuvres de valeur : La Lutte pour la vie d'Henry-Eugène Delacroix, Portrait de Louise (sa sœur aînée) (1884) de Camille Claudel, la toile Les Saltimbanques de Gustave Doré.

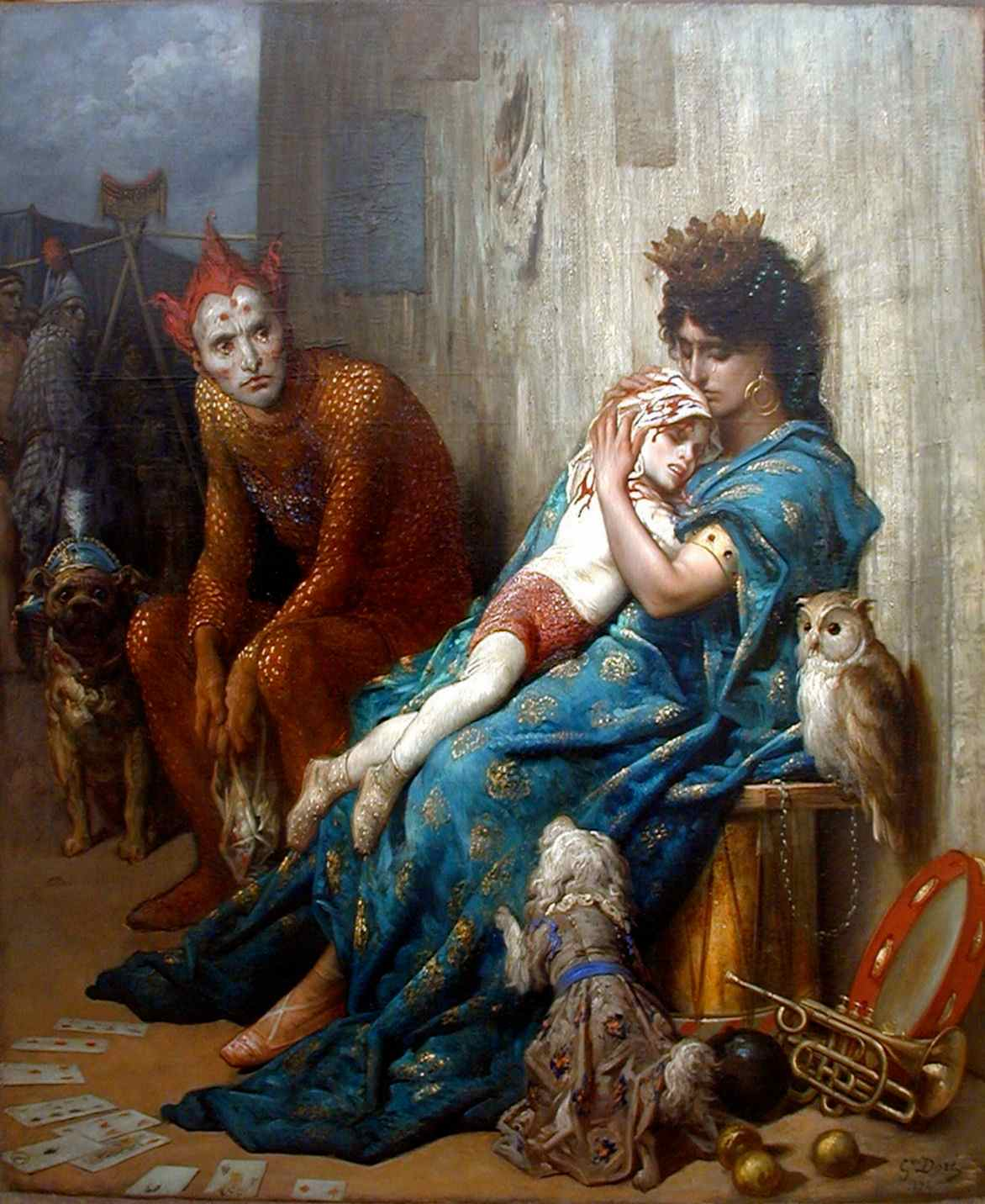
Les Saltimbanques, Gustave Doré (1874).
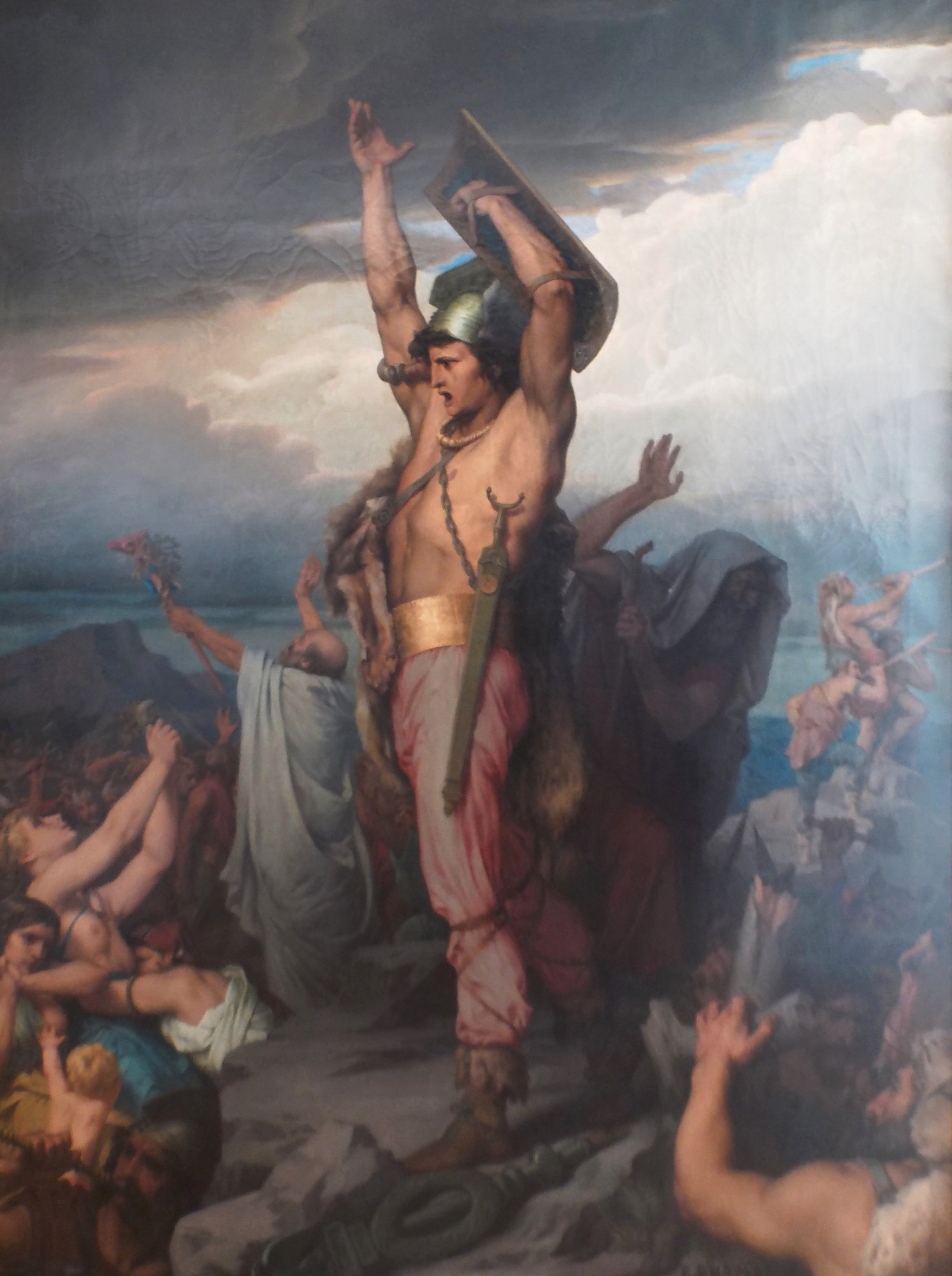
Vercingétorix appelant les Gaulois à la défense d'Alaise, François-Émile Ehrmann (vers 1869).
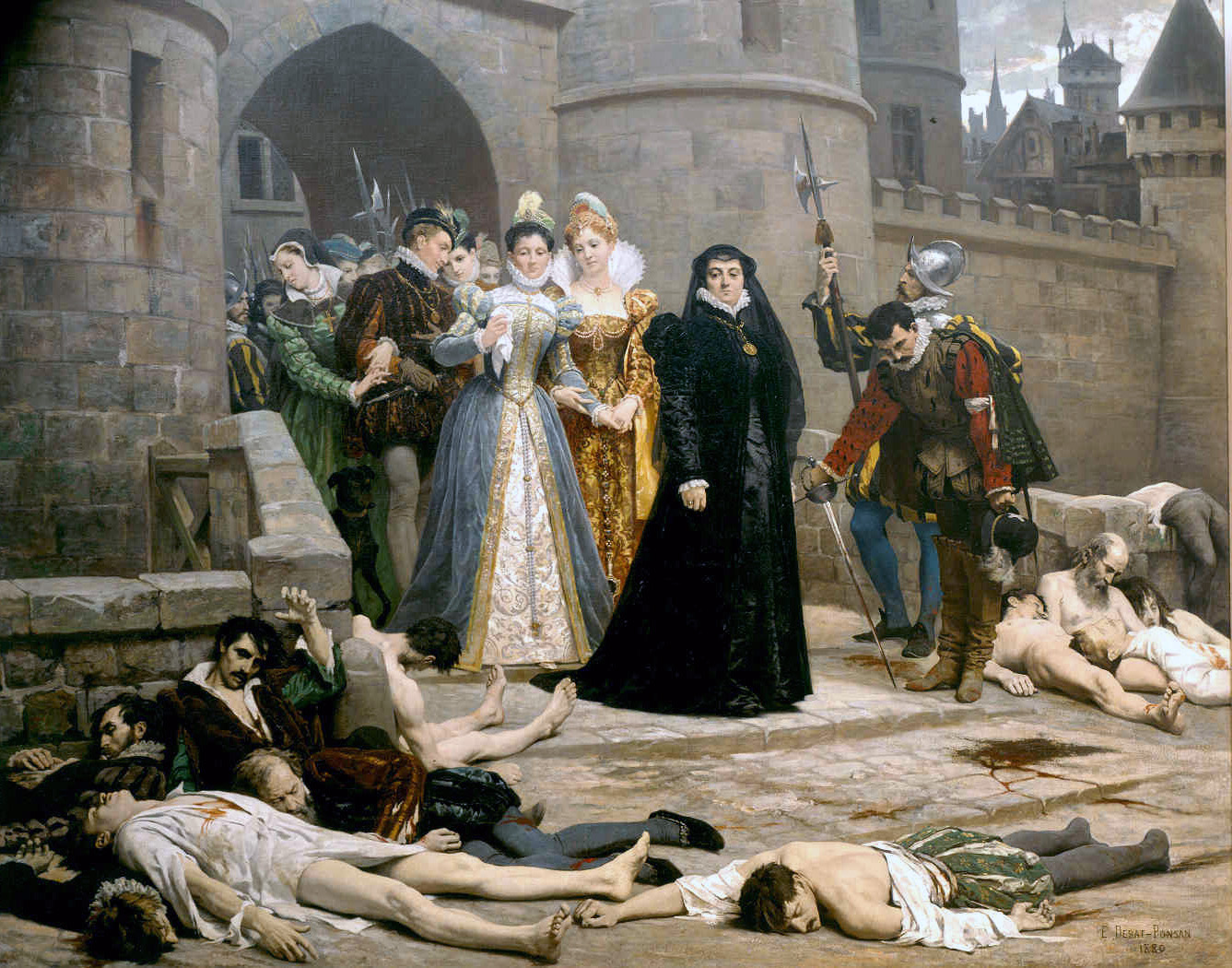
Un matin devant la porte du Louvre, Édouard Debat-Ponsan (1880).
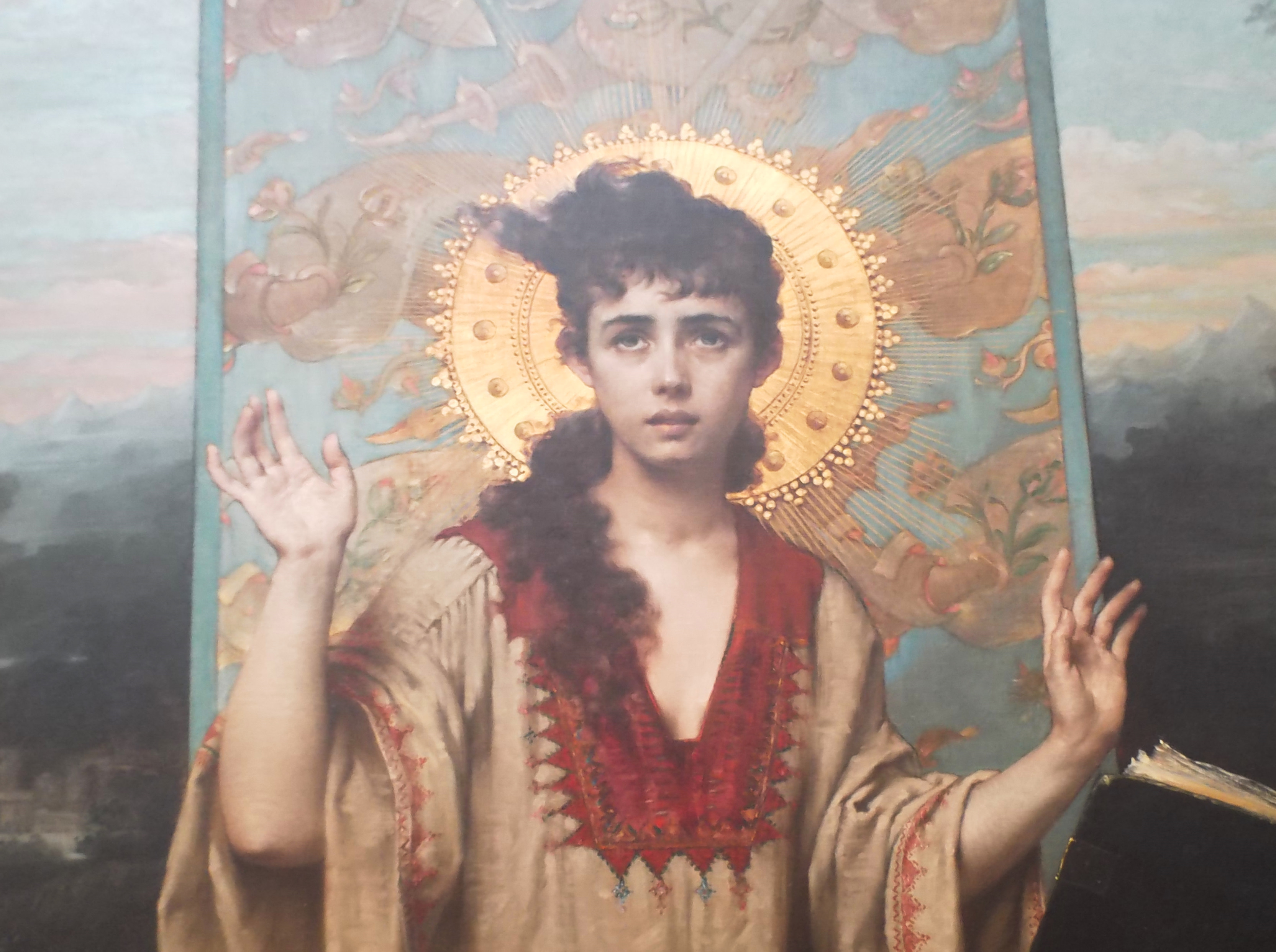
Détail de Sainte Cécile, Guillaume Dubuffe (1878).
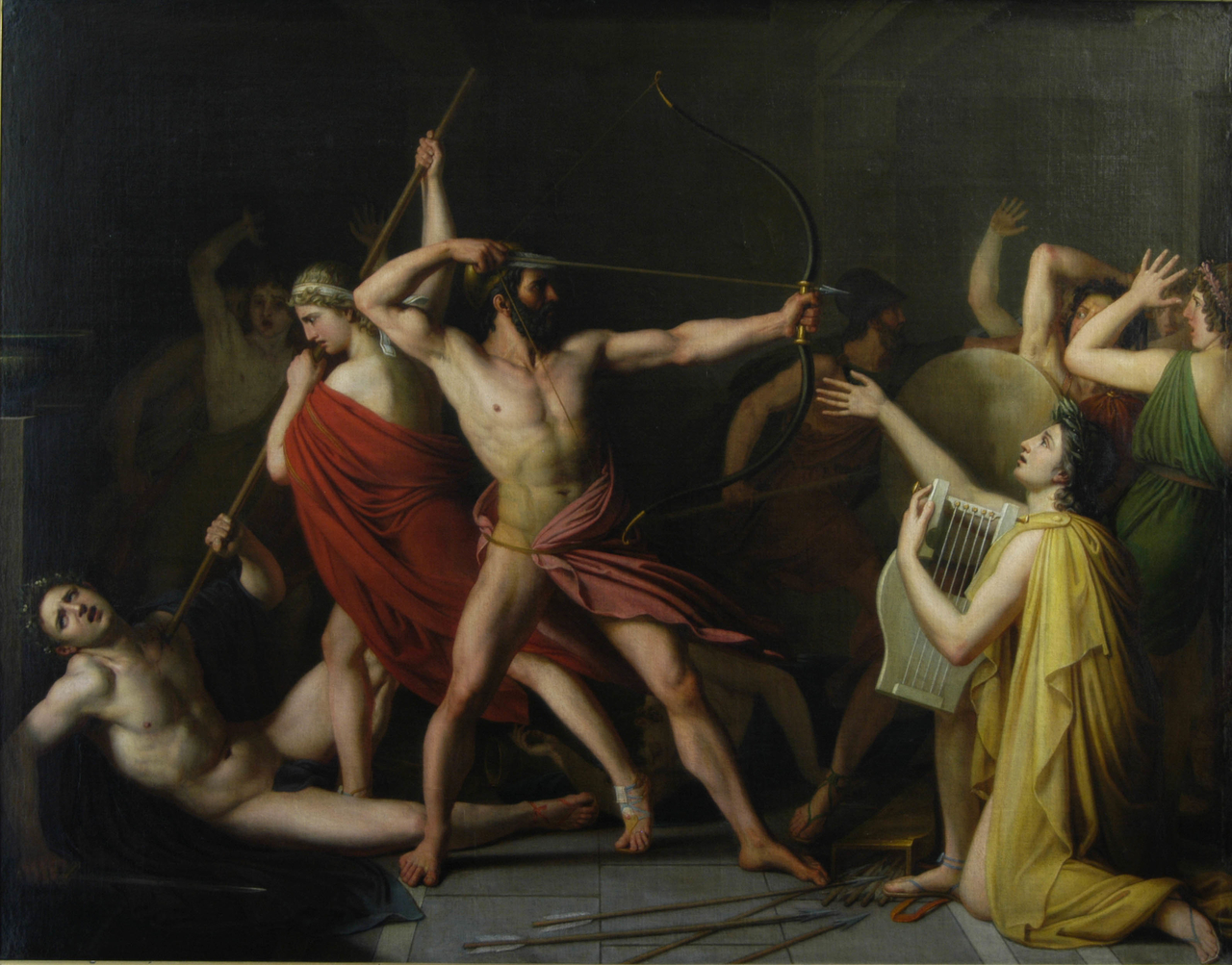
Ulysse et Télémaque massacrent les prétendants de Pénélope, Thomas Degeorge (1812).
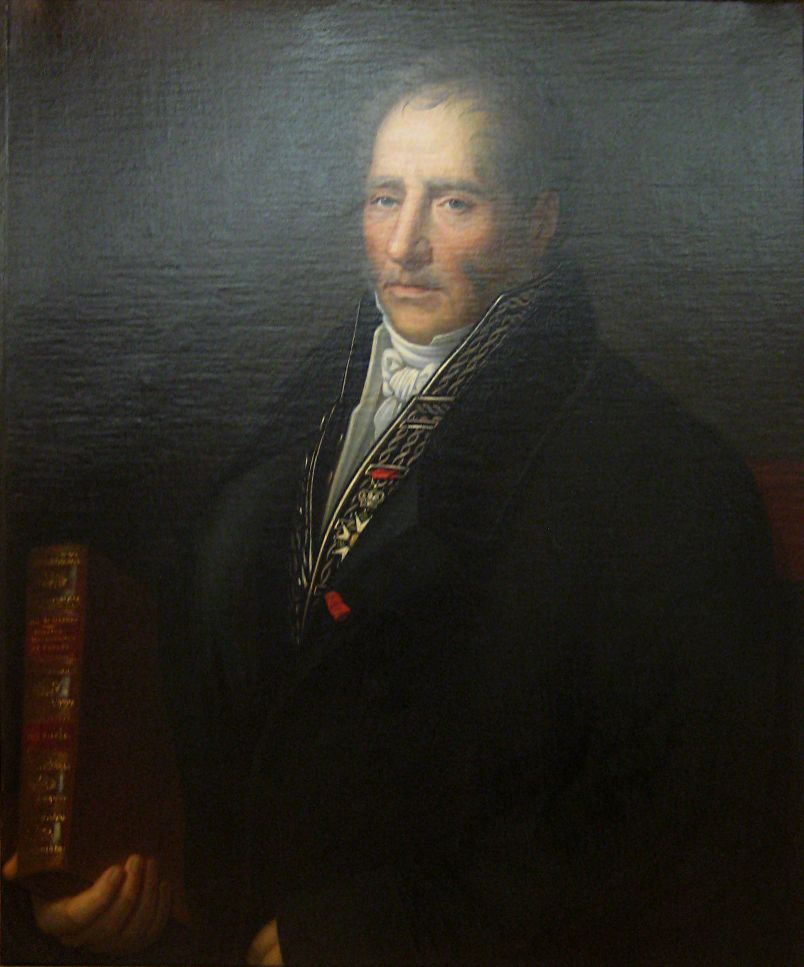
Portrait d'Antoine Blatin, Thomas Degeorge (1846).

### XXesiècle
Au sous-sol, sur deux niveaux, se trouvent les collections contemporaines. Une large partie vient d'une donation et d'un legs faits au musée (donation Simone et Maurice Combe, collectionneurs et marchands d'art clermontois) avec des toiles de Marie Laurencin, Paul Rebeyrolle, Marcel Gromaire, Moïse Kisling, Jean Carzou, Jean Fautrier, Bernard Buffet, etc.

### Peintures
Les collections du musée renferment des peintures de :
- Cristofano Allori
- Amable Gabriel de La Foulhouze
- Simon Vouet
- Philippe de Champaigne
- Jacques Blanchard
- Il Sassoferrato
- Carlo Dolci
- Donato Creti
- Carlo Cignani
- Giulio Cesare Procaccini
- Theodore Rombouts
- Jan Fyt
- Hyacinthe Rigaud
- Carle Van Loo
- Joseph Vernet
- François Boucher
- Jean-Marc Nattier
- Joseph-Marie Vien
- Théodore Chassériau
- Camille Corot
- Gustave Doré (Les Saltimbanques)
- Othon Friesz
- André Lhote
- André Marchand
- Jean Aujame
- François Heaulmé
- André Minaux
- Bernard Buffet

## Sculptures

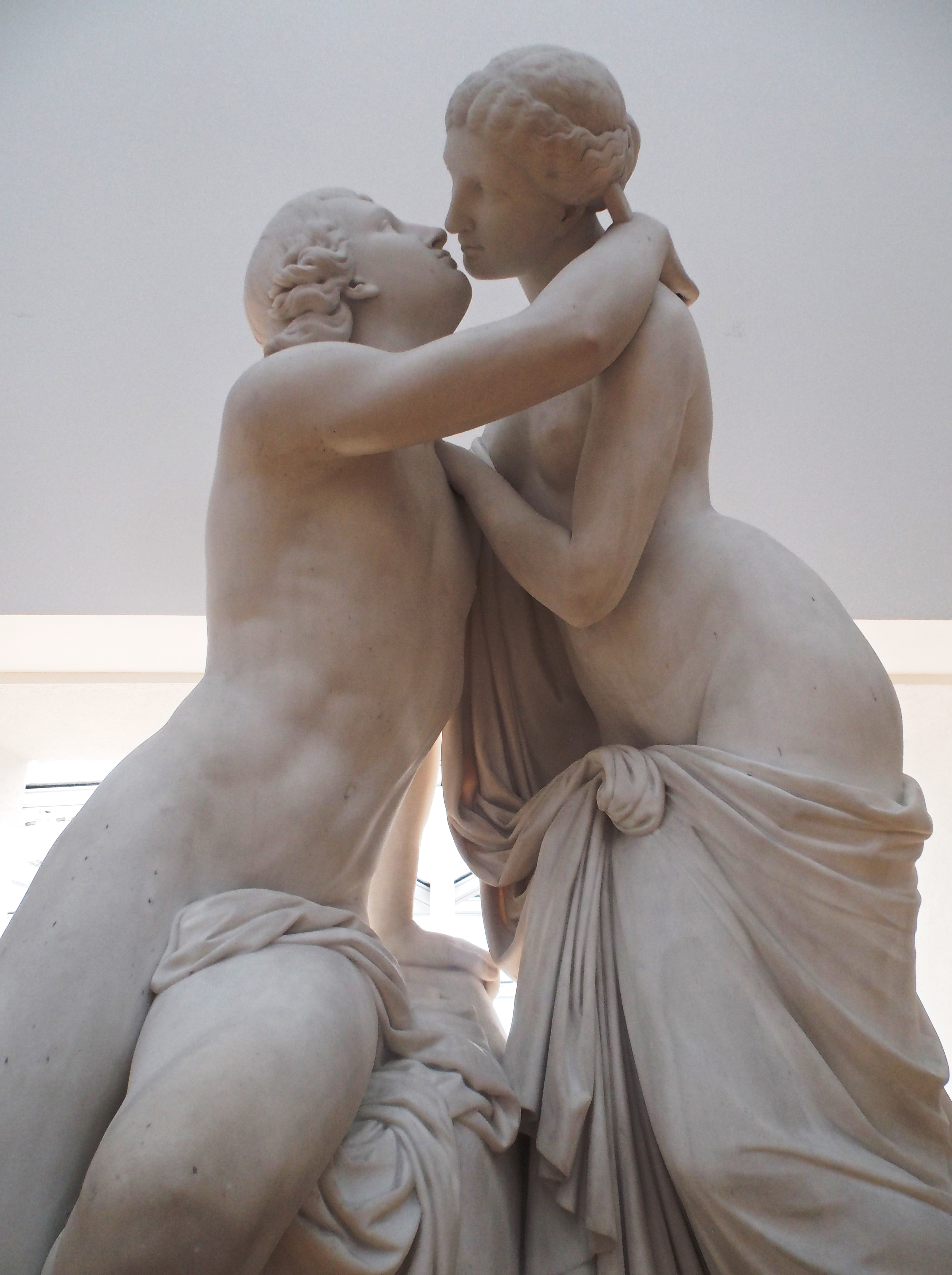
Héro et Léandre, Georges Diebolt
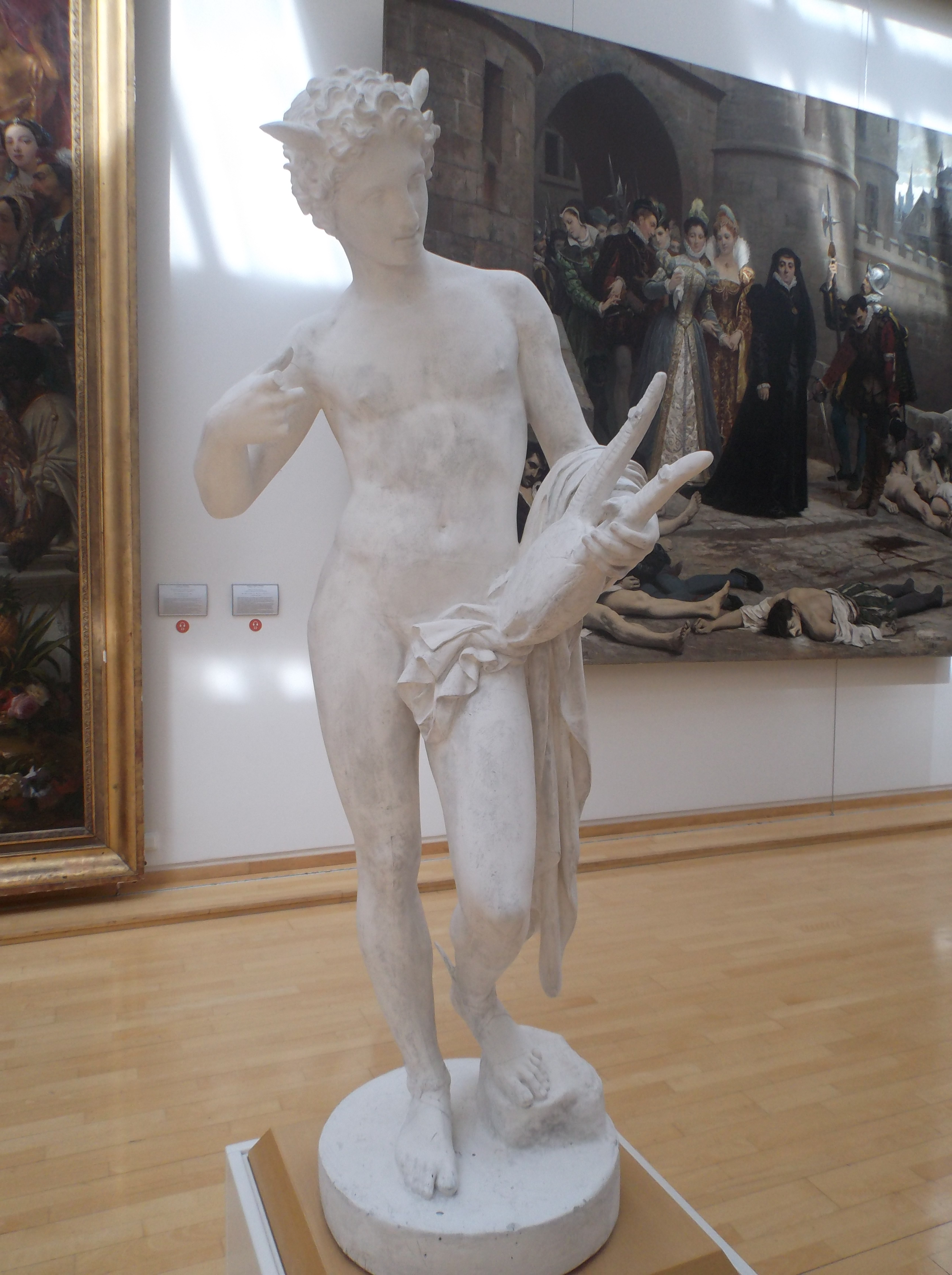
Mercure inventant la lyre, Francisque Duret
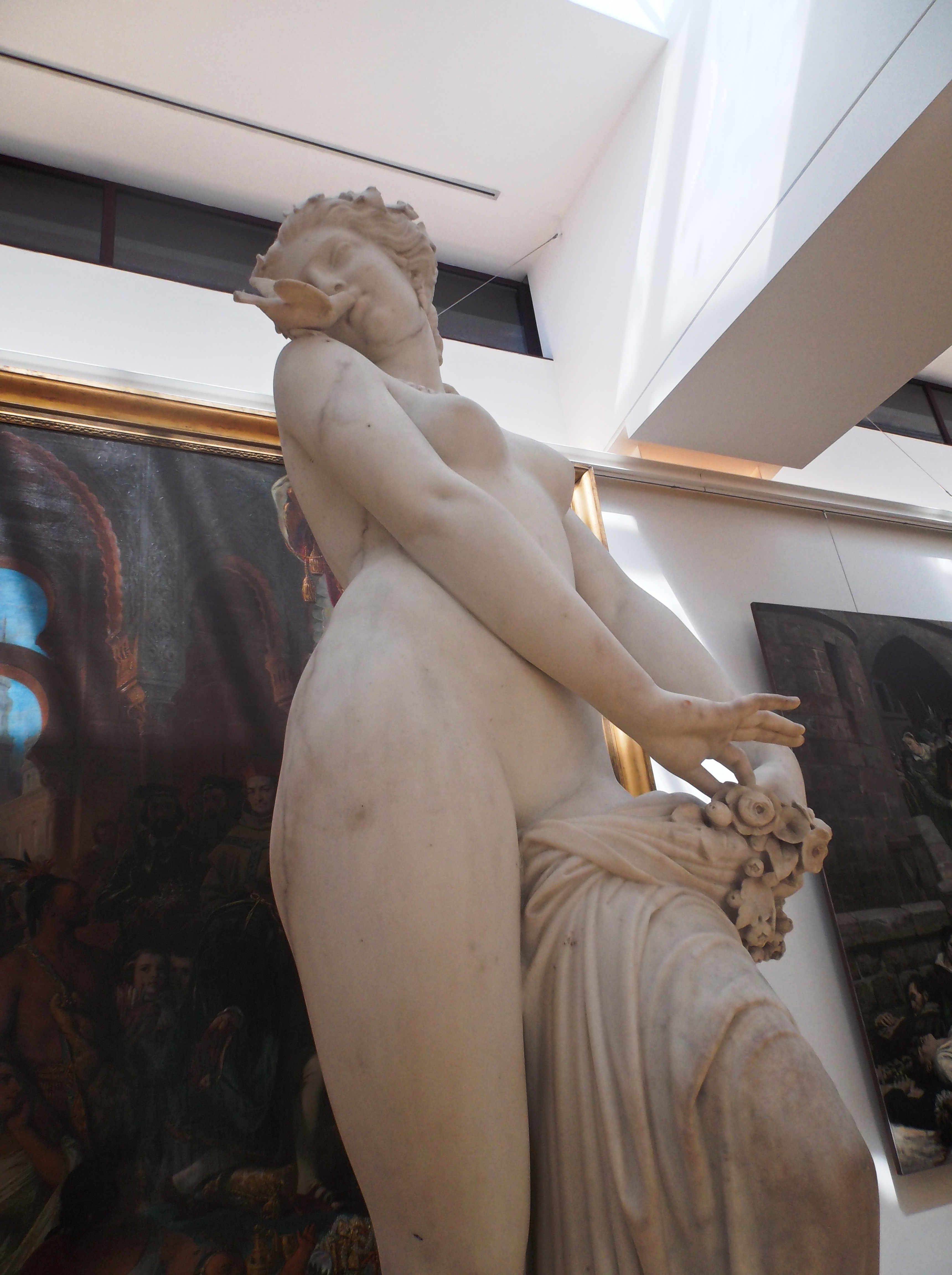
La Toilette de Lesbie, Jacques-Hyacinthe Chevalier, 1861.
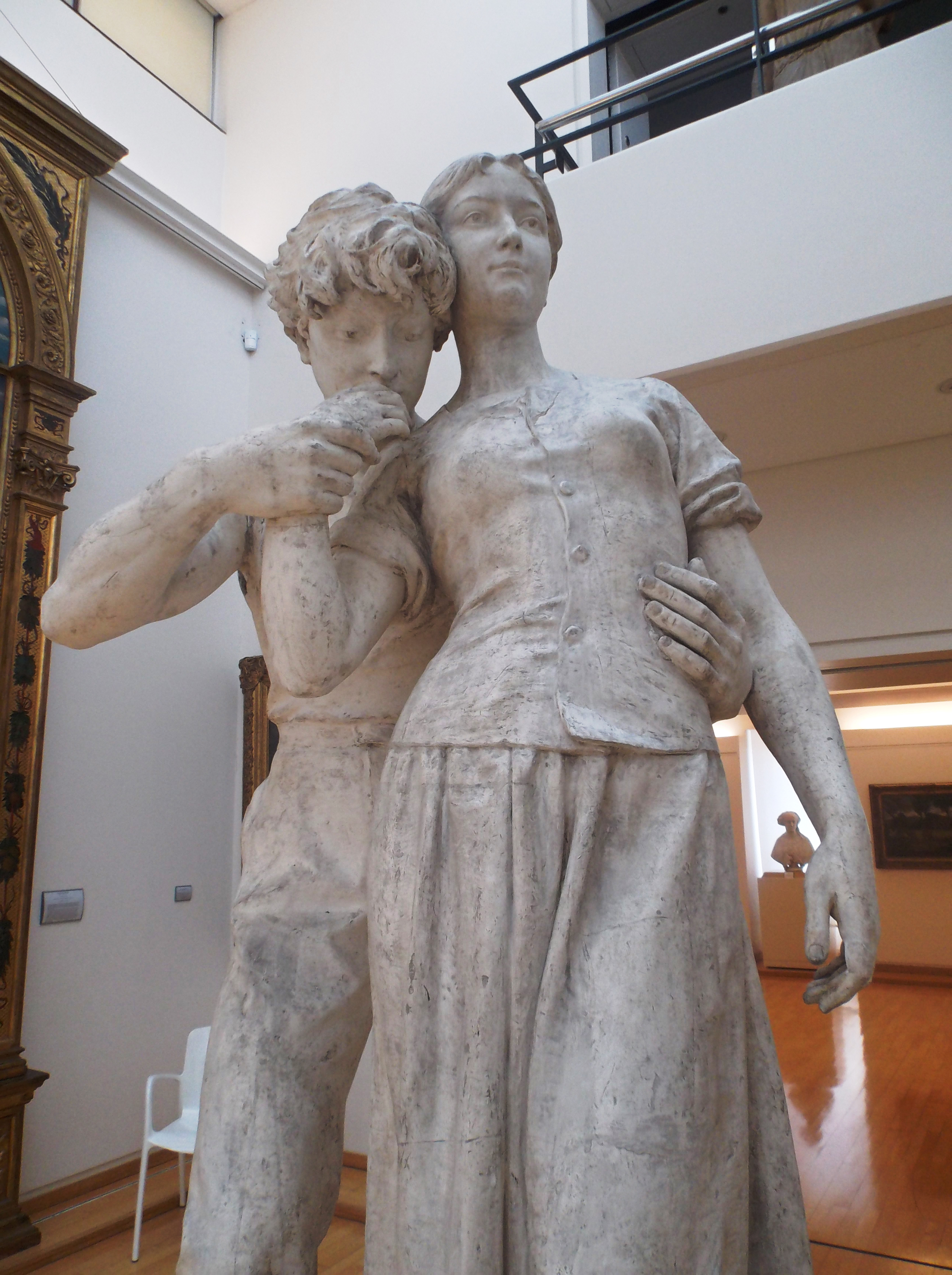
Idylle, Jean-Ossaye Mombur, 1890.
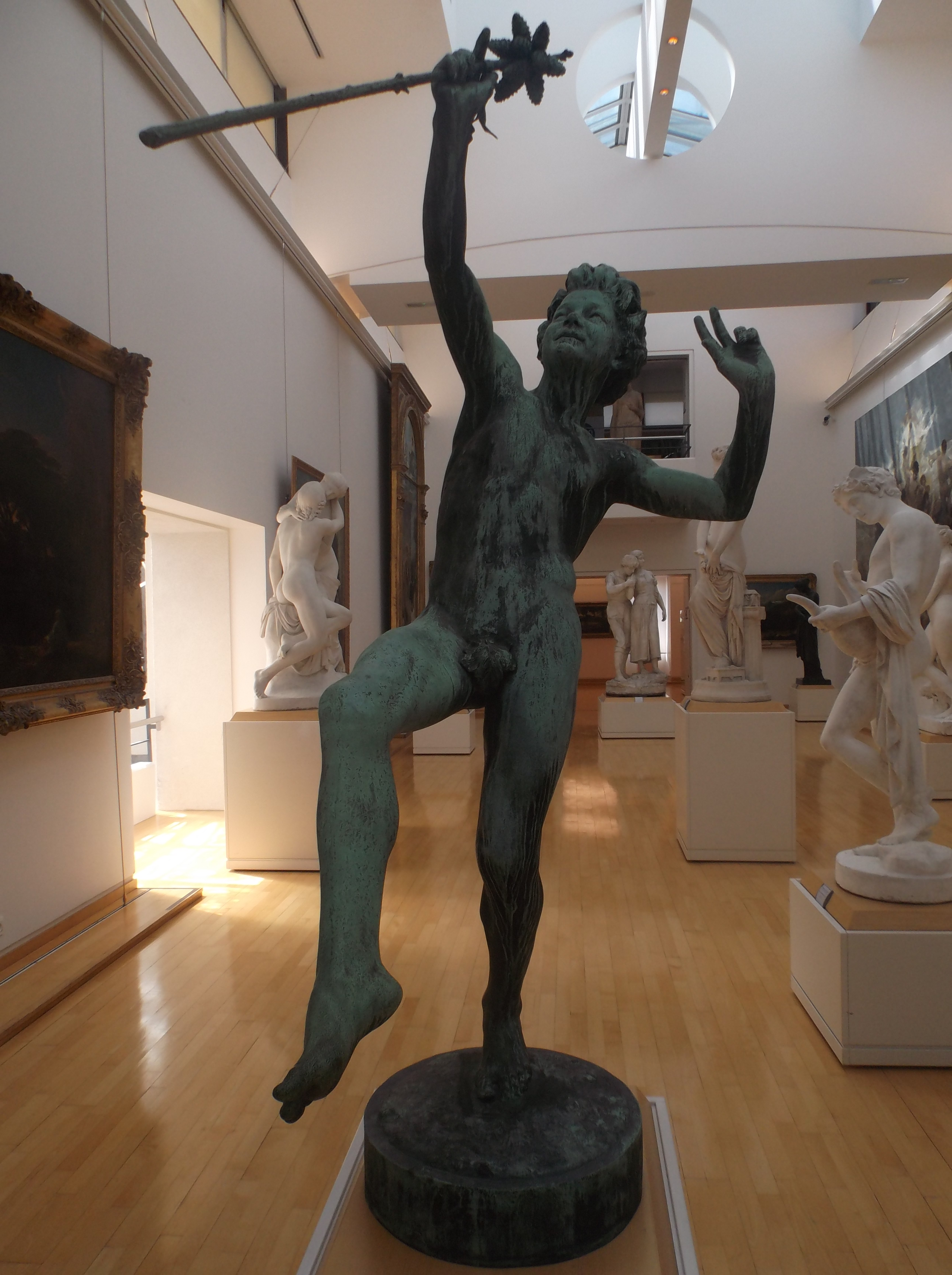
Faune dansant, François Mouly, 1883.

## Expositions temporaires
Le musée accueille plusieurs expositions chaque année. On peut notamment citer : 
- Sur les pas de Jean Dubuffet en Auvergne, du 8 juillet au 30 octobre 2022[4].
- Arts de l'Islam, du 20 novembre 2021 au 27 mars 2022[5] : exposition multi-site constituée en partie d'œuvres prêtées par le département des arts de l'Islam du musée du Louvre.
- Autoportraits, du 4 mars au 5 juin 2016 : 40 toiles de maîtres du XIXe siècle (Monet, Courbet, Pissarro, Gauguin et Cézanne) prêtées par le musée d'Orsay[6].
- « Architectures Georges Rousse » du 11 mai au 5 septembre 2010, rapports avec l’architecture des photographies de Georges Rousse ;
- « Années 1950, l’alternative figurative » du 12 juin au 28 octobre 2007, sur la peinture figurative en France dans l’immédiat après-guerre (Paul Aïzpiri, Jean-Pierre Alaux, Paul Collomb, Jean Commère, Raymond Guerrier, Camille Hilaire, Jean Jansem, Bernard Lorjou, André Minaux, Michel Patrix, Paul Rebeyrolle, Claude Schürr, Maurice Verdier…).

## Le bâtiment du musée
Le Musée occupe le Vieux Palais, siège de juridiction de la ville, appuyé contre l'ancienne muraille médiévale, disparue, dont seuls les noms des rues voisines conservent le souvenir. À cet endroit siégeait la cour des aides de Montferrand (créée en 1557). De cette époque, il ne reste que la porte monumentale datant du XVIIe siècle. La Cour est transférée à Clermont lors de la réunion des deux villes par l'édit de Troyes en 1630. Une autre partie des bâtiments était occupée par un collège de jésuites. En 1638, les ursulines viennent s'établir dans les locaux laissés par le départ de la Cour des Aides. En 1673, les jésuites sont transférés à Clermont et les ursulines récupèrent l'ensemble des bâtiments qu'elles occupent jusqu'à la Révolution. Elles s'y occupent de l'éducation des jeunes filles, pensionnaires payantes et externes gratuites. Plusieurs campagnes de travaux durant tout le XVIIe et le début du  XVIIIe siècle permettent aux religieuses d'adapter les lieux à leur mode de vie, ainsi qu'au nombre grandissant d'élèves.
Une première chapelle est construite en 1638-1658, à l'arrivée des religieuses. Elle fut réaménagée et agrandie à partir de 1702, et consacrée en 1706.
Un temps caserne, les bâtiments sont affectés en 1807 au grand séminaire, qui les occupe jusqu'à la mise en application de la loi de séparation des Églises et de l'État, votée en 1905. Ils servent d'hôpital militaire pendant la Première Guerre mondiale, puis sont occupés par la gendarmerie jusqu'en 1982. Ils sont inscrits à l'inventaire supplémentaire des monuments historiques par arrêté du 27 octobre 1986.
En 1984, la ville de Clermont-Ferrand décide la restauration du bâtiment pour y établir, dans la partie nord, le musée des beaux-arts. Il est ouvert en 1992 puis inauguré en 1993 par Pierre Bérégovoy, et prend en 1999 le nom de Roger Quilliot, ancien maire (1973-1997) et ministre.
Les architectes chargés de la conception, Adrien Fainsilber et le Clermontois Claude Gaillard, ont décidé d'organiser les espaces du musée, installés dans divers bâtiments datant du XVIIe au  XIXe siècle qui entouraient une cour intérieure, autour d'un atrium central (à l'emplacement de la cour) couvert d'une verrière monumentale. Cet atrium facilite les circulations intérieures tout en accueillant généreusement la lumière naturelle.